# Bobby Abel
Robert "Bobby" Abel (30 de novembre de 1857 – 10 de desembre de 1936), mal anomenat "The Guv'nor", fou un batedor obert de criquet de Club de Criquet del Comtat de Surrey i de Equip anglès de cricket d'Anglaterra que arribà a ser un dels més prolífics aconseguidors de carreres en els primers anys del County Championship.
Abel nasqué en Rotherhithe, Surrey, Anglaterra. Va jugar per primera vegada el 1881 però no va començar a destacar fins al 1883. Va anotar 1000 carreres per primera vegada el 1886, i el 1888 en va anotar 1.323. Va ser l'únic jugador en assolir les 2.000 carreres el 1897 i el 1898, fent-ne 2.685 el 1899, 2.592 el 1903 i 3.309 el 1901, abans de fer-ne 2000 el 1902.